# فربن (إلبة)
فربن (بالألمانية: Werben (Elbe)) هي بلدة ألمانية و مدينة تقع في Arneburg-Goldbeck في ألمانيا. يقدر عدد سكانها بـ 1,266 نسمة .